# Тлакотепек-де-Порфирио-Диас
Тлакотепек-де-Порфирио-Диас (исп. Tlacotepec de Porfirio Díaz) — город и муниципалитет в Мексике, входит в штат Пуэбла. Население 1581 человек.